# Christ Illusion
Christ Illusion (Ilusión de Cristo) es el noveno álbum de estudio de la banda estadounidense de thrash metal Slayer, editado el 8 de agosto de 2006 a través de American Recordings. El disco recibió en general buenas críticas, y alcanzó el quinto puesto del Billboard 200 estadounidense en su primera semana, el puesto más alto alcanzado nunca por un disco de la banda. Incluye las canciones "Eyes of the Insane" y "Final Six", ganadoras del premio Grammy en la categoría de mejor interpretación de metal, y es el primer trabajo en el que aparece el batería Dave Lombardo desde su marcha de la banda después de la publicación de Seasons in the Abyss, en 1990.
El disco provocó bastantes polémicas, una debido a su portada, diseñada por Larry Carroll, en la que aparece un dibujo de Jesucristo mutilado en un mar de sangre, en el que flotan cabezas de santos. Además, la canción "Jihad" posee una letra que explica los atentados del 11 de septiembre desde la perspectiva de uno de los terroristas, lo que despertó las iras del Foro Católico Secular, con base en Bombay, India. Esto ocasionó que todas las copias del álbum fuesen retiradas del mercado en dicho país por la discográfica EMI.

## Grabación
El trabajo fue grabado por medio de ordenadores en dos estudios diferentes: los estudios NRG de Hollywood (a cargo del ingeniero Dave Colvin) y los estudios Westlake de Los Ángeles (comandados por Brian Warwick). El guitarrista Kerry King expresó que nueve de las once canciones que acabaron componiendo el disco fueron interpretadas y grabadas como demos en 2004, ya con Dave Lombardo a la batería. Sin embargo, Lombardo recordó haber grabado estas canciones a comienzos del año 2003, como muy pronto, cuando dos demos fueron completadas en el hogar del batería cubano. En una entrevista de julio de 2004 al guitarrista Jeff Hanneman, éste dijo que tenían un montón de canciones, y confirmó el deseo de la banda de terminar el disco a finales de ese año. La compañía discográfica de Slayer, American Recordings, estaba en aquel momento negociando con una serie de compañías distribuidoras, como Warner Bros. Records o Columbia Records, lo que provocó el aplazamiento de la publicación del disco, e hizo que los miembros del grupo se relajaran al rematar el proceso de grabación del mismo. American Recordings consiguió cerrar el contrato con Warner Bros. a finales de julio de 2005.
La banda quería que Rick Rubin, productor del exitoso Reign in Blood, hiciese lo propio con Christ Illusion, reforzado además con el interés del propio productor en ello. No obstante, Rubin estaba bastante ocupado en ese instante, lo que causó un retraso en la grabación del material. Mientras que Christ Illusion se encontraba en pausa, Rubin aceptó grabar el undécimo álbum de estudio de Metallica, algo descrito por Kerry King como "una bofetada en la puta cara". En su lugar, el productor fue Josh Abraham, relegando a Rick Rubin al puesto de productor ejecutivo del disco. Ante esto, King adoptó una postura crítica, y dijo que no podía recordar la presencia de Rubin en el estudio durante la grabación del trabajo, declarando además que sus únicas contribuciones fueron proponer algunas sugerencias al final del proceso de mezclas. Jamie Thompson, del periódico británico The Guardian, se burló de las aportaciones del productor ejecutivo, y observó que Slayer "parece incapaz de retener las tendencias al nu metal que han provocado que el material más reciente sea tan resistible, lo que sugiere que contribuciones de Rubin estén peores consideradas que sus destacadas intervenciones con Johnny Cash o Neil Diamond".
Como con los dos álbumes previos de Slayer, todas las partes de guitarra rítmica en Christ Illusion fueron grabadas por King. Éste escribió el 80% de las partes de guitarra antes de las sesiones. La canción "Catalyst" estuvo a punto de ser incluida en God Hates Us All, el anterior disco de la banda publicado en 2001, y de la que además existe una versión alternativa con Paul Bostaph a la batería. Dave Lombardo regresó a la banda después de estar alejado de ella desde la grabación de Seasons in the Abyss, en 1990, una consecuencia de que, según Jeff Hanneman, las canciones del álbum tengan un claro ambiente de punk. Personalmente, Lombardo describió el disco como "un Reign in Blood maduro", mientras que King lo señaló como "una mezcla entre God Hates [Us All] y Seasons [in the Abyss]".
Aunque fueron grabadas once canciones para conformar el disco, sólo diez acabaron entrando en la lista final del mismo. Una canción escrita por Hanneman, "Final Six", iba a ser incluida (y además Araya tenía pensado ponerle ese mismo nombre al álbum). No obstante, el vocalista chileno tuvo que ser sometido a una operación quirúrgica en su vesícula biliar el 5 de mayo de 2006, lo que le impidió grabar su voz en la canción y provocó que no fuese incluida finalmente en el disco. Aun así, "Final Six" fue incluida en la edición especial del disco en digipak, que salió a la venta en julio de 2007.

## Promoción
La fecha prevista de publicación de Christ Illusion iba a ser el 6 de junio de 2006 (6/6/06), fecha escogida por su similitud con el número de la bestia, de implicaciones satánicas. Sin embargo, está táctica publicitaria ya había sido puesta en marcha por muchos otros lanzamientos de películas y discos. A causa de ello, King dijo que la banda rechazó la idea porque muchas otras bandas iban a publicar sus discos ese mismo día, pero el periódico USA Today reveló que la fecha de publicación fue retrasada porque la banda necesitaba más tiempo para terminar convenientemente la grabación del disco. A pesar de ello, la tienda oficial de la banda puso a la venta una camiseta exclusiva limitada a 666 ejemplares, en conmemoración del sexto día del sexto mes del sexto año. Ese mismo día también salió al mercado el EP Eternal Pyre, que presentaba la canción inédita "Cult". En Europa, este material llegó el 23 de junio, y alcanzó el puesto número 48 de las listas de éxitos suecas y el segundo en las finlandesas, mientras que el 30 de junio el sello Nuclear Blast Records editó una versión del EP en formato de vinilo de siete pulgadas limitada a mil copias.

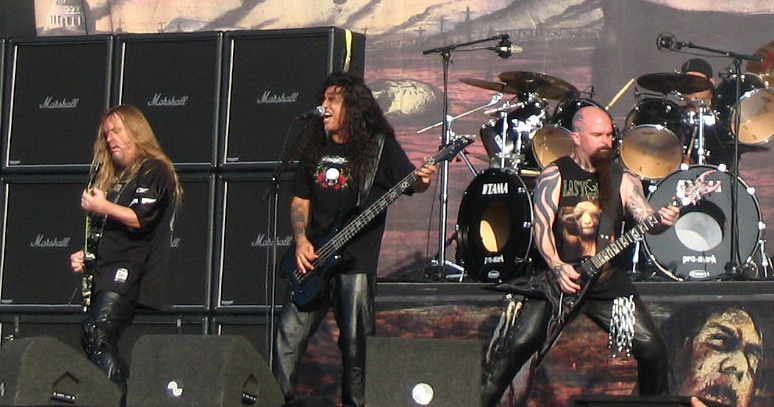
Slayer en la gira de presentación de Christ Illusion (2007). De izquierda a derecha: Jeff Hanneman, Tom Araya, Kerry King y Dave Lombardo.

Pero no todas las noticias relacionadas con el 6 de junio y Slayer fueron buenas. La asociación National Day of Slayer, LLC, que se autodescribe como una "corporación sin ánimo de lucro en el estado de Wyoming", pidió en su sitio web que los seguidores de la banda se reuniesen en el "día nacional de Slayer" para escuchar sus canciones juntos. No obstante, los vándalos atacaron el seminario de San José en la ciudad de Yonkers, Nueva York, pintando con spray pentagramas y cruces invertidas (símbolos ambos del satanismo) y tres números seis en sendas escaleras de la entrada del edificio, mientras que las palabras "Reign in Blood" fueron garabateadas en un descansillo, y la frase "Better to reign in Hell than to serve in Heaven", tomada del libro primero del poema "Paradise Lost" de John Milton, fue encontrada en dos columnas interiores. Una investigación posterior reveló que el sitio web del día nacional de Slayer había dejado instrucciones a los fanes para dibujar símbolos de Slayer en iglesias, sinagogas y cementerios.
Salió a la venta un adelanto exclusivo del disco con algunas canciones extraídas del disco, entre las que se encontraban "Cult", "Jihad", "Eyes of the Insane". Estas canciones fueron colgadas en el sitio web español Rafabasa.com a finales de junio. El 22 de julio se convocó una fiesta en la que se pudieron escuchar las nuevas canciones de la banda en Williamsburg, Nueva York. Pocos días después se publicó en internet una interpretación del tema "Disciple" (tomada del disco God Hates Us All), seguida de otro vídeo en directo, esta vez de "Cult". La BBC Radio 1 comenzó a pasar el tema "Skeleton Christ" el 1 de agosto, y el 4 estaba el disco completo disponible en el Myspace del grupo. La emisora AOL Radio complementó esto inaugurando una estación llamada "All Slayer" anticipándose al lanzamiento de Christ Illusion, en la que se interpretaron todas las canciones del nuevo material del grupo.
A finales de julio, varios asientos de autobús fueron decorados con pósteres y demás artículos promocionales del disco en varias ciudades californianas. Los oficiales de policía de una de las ciudades afectadas, Fullerton, exigió que todo el material promocional fuese eliminado de diecisiete asientos de autobús distribuidos en toda la población, y se puso en contacto con la empresa responsable de la acción publicitaria para que se hiciese cargo de ello. La policía de la ciudad sospechó que el nombre del grupo se refería a un verdadero asesino, y se ofendieron al observar las imágenes del anticristo y las calaveras que adornaban estos asientos. Finalmente, el material ofensivo fue eliminado, aunque todavía hoy algunas ciudades del condado de Orange tienen asientos decorados con los logos del disco y de la banda.

## Recepción de la crítica
Christ Illusion fue finalmente publicado el 8 de agosto de 2006 a través del sello American Recordings, siendo distribuido por Warner Bros. Records. En su primera semana en el mercado, el disco vendió 62.000 copias en los Estados Unidos y llegó a la quinta posición de la lista del Billboard 200, el puesto más alto alcanzado nunca por un trabajo de Slayer. No obstante, a la siguiente semana el disco cayó hasta la posición número 44. El disco alcanzó el noveno puesto en Australia, el tercero en Canadá, el sexto en Austria, el octavo en Holanda, el décimo en Noruega y el segundo en Alemania y Finlandia. El sencillo "Eyes of the Insane" ganó un premio Grammy en la categoría de Mejor Interpretación de Metal en la 49.ª edición de estos galardones, mientras que "Final Six" hizo lo propio en la misma categoría en la edición siguiente, celebrada en febrero de 2008.
El trabajo fue acogido generalmente con buenas críticas. Thom Jurek de Allmusic describió al álbum como "lleno de ira, heavy metal avanzado mezclado con hardcore thrash", y escribió que Christ Illusion marcó una vuelta a "lo que les hizo ser un soplo de aire fresco en primera fila". Ben Ratliff del periódico New York Times definió al disco como si poseyese "una clase de demente gravedad, y la música lo corrobora: es la grabación más concentrada y enfocada de Slayer en veinte años". La revista en línea PopMatters, mediante el crítico Adrien Bergrand lo calificó como "el mejor álbum de Slayer en dieciséis años, y su más provocador hasta la fecha". Además, esta misma publicación emplazó al disco en el puesto quince entre los mejores álbumes de metal de 2006. El miembro de la banda más alabado fue el batería Dave Lombardo; la revista Rolling Stone, aunque evaluó negativamente el trabajo, expresó que "al menos su sorprendente batería muestra algunas de sus proezas". Don Kaye, de Blabbermouth, dijo que el disco, a pesar de sus errores, "muestra que la banda aún tiene algunos ases en la manga y un arma muy potente detrás de la batería". Peter Atkinson de KNAC.com se posicionó de manera similar, y dijo que la interpretación de Lombardo "otorga al álbum un sentimiento más suave que el que ofrecía la precisión técnica de Paul Bostaph".
No obstante, no todas las críticas del disco fueron positivas. Chris Steffen de Rolling Stone rechazó al disco, notando que "explora mucho del mismo territorio de su predecesor God Hates Us All pero sin los riffs memorables". Jamie Thompson de The Guardian definió al disco como "totalmente decepcionante", y creyó que la banda sonaba "incapaz de retener las tendencias al nu metal que han provocado que el material más reciente sea tan resistible". Por su parte, Peter Atkinson de KNAC.com sintió que el disco "pide indignación más calculadamente que ningún otro trabajo que la banda haya hecho", "y eso, en resumen, es la muestra de debilidad de Christ Illusion".

## Portada del álbum y temas de las letras
Varios aspectos del contenido del disco y su promoción generó a su alrededor publicidad adversa y bastante atención, en particular la portada del álbum, diseñada por Larry Carroll, que presenta a un Jesucristo mutilado. Esto, unido a las letras sobre el terrorismo, la guerra y la religión provocó las quejas de los sectores más conservadores de la sociedad.

### Portada del disco
Carroll, que había diseñado anteriormente otras portadas para Slayer, como las de Reign in Blood, South of Heaven o Seasons in the Abyss, produjo la portada de Christ Illusion basándose en las letras de las canciones del mismo y sus nombres. Después de sugerir la imagen de Cristo en un "mar de desesperanza", Kerry King comentó que el boceto inicial de la carátula parecía como si Cristo estuviese "enfriándose en el agua". La imagen final presenta a un Jesucristo con un solo ojo y las manos amputadas, de pie en un mar de sangre y cabezas cortadas. Araya dijo que esta versión era "mucho mejor porque parecía que era un adicto a las drogas", mientras que King alabó el resultado hasta el extremo de comprar la obra original. Algunos fanes tuvieron la oportunidad de ganar una de las diez litografías de la obra firmadas por los miembros de Slayer, mientras que salió una portada menos gráfica para apaciguar a los vendedores que se negaron a vender el producto original.
Varios medios de comunicación clamaron que Slayer estaba intentando llamar la atención por medio de este tipo de portadas. Joseph Dias, miembro del grupo cristiano secular de la ciudad de Bombay se opuso firmemente a la portada original y lo denunció a la policía de dicha ciudad. Christ Steffen de Rolling Stone comentó que "la portada del disco lo lleva todo al límite con una imagen que Kerry King nombra como 'Cristo en un mar de desesperanza'", mientras que Peter Atkinson de KNAC.com definió al trabajo como un "sacrilegio provocador".

### Temas de las canciones
Los temas líricos del disco exploran los pensamientos de un terrorista del 11-S ("Jihad"), y un retrato de la crisis post-traumática de un soldado ("Eyes of the Insane"). La canción "Cult" expresa la opinión de King acerca de los errores de la religión en Norteamérica, mientras que "Consferacy" es una canción de "odio al gobierno".
La reacción de la crítica ante los temas de las canciones estuvo dividida. Thom Jurek de Allmusic creyó que las "letras oscuras, inaplacables y retorcidas hasta joder reflejan una intensidad singular". Sin embargo, la revista Rolling Stone se lamentó de que se haya convertido "totalmente doloroso escuchar a Tom Araya, con 45 años de edad, continuando con sus letras de autoparodia y antireligiosas", y destacó versos como "Religion's a whore" y "I've made my choice: six six six!". Jamie Thompson de The Guardian escribió que al álbum le sobraba la blasfemia: "Impuro". Por su parte, Peter Atkinson de KNAC.com observó que "cuando no se fijan en la religión, la banda revisita su otro tema favorito: la guerra, con una sorprendente familiaridad", y remarcó que Slayer se había hundido "hasta el nivel de los que rechazan a Dios: Deicide". Atkinson concluyó diciendo: "Es un déjà vu constante con God Hates Us All, y una vez que le has puesto el título God Hates Us All a algo, ¿aún no te has dado cuenta?"
El grupo cristiano secular de Bombay, India, condenó al contenido lírico del álbum. El secretario de la organización, Joseph Dias, expuso que la letra de la canción "Skeleton Christ" son un "insulto al cristianismo". Esto fue redactado en un memorándum, que fue enviado al comisionado de policía de Bombay, expresando además que la canción "Jihad" podía ofender "la sensibilidad de los musulmanes, y de los indios seculares que respetan todas las religiones". La sede de EMI en la India se reunió con la asociación pidiendo disculpas por el contenido de Christ Illusion y prometiendo que el álbum no tenía planes para su reedición. El 11 de octubre de 2006, EMI India anunció que todos los ejemplares del disco en este país fueron destruidos. Aunque Araya había esperado que el tratamiento de los atentados del 11 de septiembre crearía una fuerte repercusión en los Estados Unidos, esto no acabó por materializarse debido, en parte y según su opinión, a que el punto de vista de la canción por el público era simplemente "Slayer siendo Slayer".

## Lista de canciones
| N.º   | Título               | Letras          | Música        | Escritor(es) | Duración |  |
| 1.    | «Flesh Storm»        |                 |               | Kerry King   | 4:16     |  |
| 2.    | «Catalyst»           |                 |               | King         | 3:09     |  |
| 3.    | «Skeleton Christ»    |                 |               | King         | 4:22     |  |
| 4.    | «Eyes of the Insane» | Tom Araya       | Jeff Hanneman |              | 3:24     |  |
| 5.    | «Jihad»              | Araya           | Hanneman      |              | 3:32     |  |
| 6.    | «Consfearacy»        |                 |               | King         | 3:09     |  |
| 7.    | «Catatonic»          |                 |               | King         | 4:56     |  |
| 8.    | «Black Serenade»     | Hanneman, Araya | Hanneman      |              | 3:18     |  |
| 9.    | «Cult»               |                 |               | King         | 4:42     |  |
| 10.   | «Supremist»          |                 |               | King         | 3:51     |  |
| 42:15 |                      |                 |               |              |          |  |

| Edición especial |                                                                          |                 |          |          |  |
| N.º              | Título                                                                   | Letras          | Música   | Duración |  |
| 8.               | «Black Serenade» (Versión alternativa, reemplaza a la versión original.) | Hanneman, Araya | Hanneman | 2:58     |  |
| 11.              | «Final Six»                                                              | Hanneman, Araya | Hanneman | 4:10     |  |

| Canciones extras solo en la compra en línea por Hot Topic |                                  |        |                |          |  |
| N.º                                                       | Título                           | Letras | Música         | Duración |  |
| 12.                                                       | «Disciple» (en directo)          | King   | Hanneman       | 3:44     |  |
| 13.                                                       | «Mandatory Suicide» (en directo) | Araya  | Hanneman, King | 4:04     |  |

| Edición DVD de colección |                                |        |        |          |  |
| N.º                      | Título                         | Letras | Música | Duración |  |
| 14.                      | «Slayer on Tour 2007»          |        |        |          |  |
| 15.                      | «South of Heaven» (en directo) |        |        |          |  |
| 16.                      | «Eyes of the Insane»           |        |        |          |  |

## Integrantes
- Tom Araya - voz, bajo
- Jeff Hanneman - guitarra
- Kerry King - guitarra
- Dave Lombardo - batería